# Manlio Messina
Manlio Messina (Catania, 12 novembre 1973) è un politico italiano, dal 13 ottobre 2022 deputato alla Camera, eletto con Fratelli d'Italia per poi abbandonarlo nel 2025.

## Biografia
Nato a Catania, dove si è diplomato al liceo statale Enrico Boggio Lera ed è stato per quattro anni rappresentante d'istituto, nel 2001 consegue la laurea in economia ed amministrazione delle imprese all'Università di Catania. Nel medesimo ateneo nel 2003 consegue la laurea magistrale in Economia.

### Attività politica
Inizia la sua esperienza politica negli anni '90 in Azione Giovani, l'organizzazione giovanile di Alleanza Nazionale (AN), di cui è stato dirigente provinciale. Quindi all'Università di Catania, dove è eletto nel 1999 al Senato Accademico per Alleanza Universitaria fino al 2001.
Nel 2000 viene eletto al Consiglio di quartiere di Cibali nelle liste di AN, ricoprendo le cariche di capogruppo e presidente della Commissione consiliare sport, turismo, viabilità e politiche giovanili, per poi alle elezioni amministrative del 2008 candidarsi al consiglio comunale di Catania, tra le liste del Popolo delle libertà (lista elettorale che univa AN con Forza Italia) a sostegno del candidato sindaco del centro-destra Raffaele Stancanelli, venendo eletto consigliere comunale e riconfermato in tale carica alla tornata elettorale del 2013 col PdL.
Nel 2013, a seguito dello scioglimento del Popolo della Libertà e la scelta di non aderire alla rinata Forza Italia, costituisce un gruppo civico nel consiglio comunale catanese.
Nel 2016 aderisce a Fratelli d'Italia di Giorgia Meloni, diventandone prima coordinatore provinciale a Catania e successivamente coordinatore regionale per la Sicilia orientale dal 2017 fino al 2019.
Il 5 luglio 2019 viene nominato assessore con deleghe regionali al turismo, allo sport e allo spettacolo nella giunta regionale della Sicilia presieduta da Nello Musumeci, al posto del compagno di partito dimissionario Sandro Pappalardo, e restando in carica fino al 13 ottobre 2022.
Alle elezioni politiche anticipate del 2022 viene candidato alla Camera dei deputati, tra le liste di Fratelli d'Italia nel collegio plurinominale Sicilia 1 - 02, risultando eletto deputato. Nella XIX legislatura è componente della 7ª Commissione Cultura, scienza e istruzione e del Comitato parlamentare di controllo sull'attuazione dell'Accordo di Schengen, di vigilanza sull'attività di Europol, di controllo e vigilanza in materia di immigrazione, oltreché vice-capogruppo vicario del gruppo parlamentare di Fratelli d'Italia alla Camera dei deputati fino al 5 marzo 2025.
Il 31 luglio 2025 lascia Fratelli d'Italia, nel pieno della crisi del partito in Sicilia e le indagini per corruzione e peculato che riguardano alcuni esponenti, e aderisce al gruppo misto nella componente dei non iscritti, facendo sapere di star valutando anche le dimissioni da deputato.